# 野馬操田
野馬操田，又名野馬噪田，是一個象棋殘局，為「江湖四大名局」之一。
早期的野馬操田擺法略有不同，1801年出版的《百局象棋譜》另有紅方一·四位兵及黑方1·4位卒。1817年出版的《竹香齋象戲譜》將黑方1·4位卒刪除，但紅方一·四位兵仍保留。1879年出版《蕉窗逸品》始定型為今日擺法。

## 特點
此排局一開始的局面紅方看似有利，容易誤以為雙俥與單傌可以連續將死黑方，實則暗藏殺機。
例如：
1. 傌三進四（将） 士５進６
2. 伡二进四（将） 象５退７

第一步紅方若進馬將軍，黑方會用士吃掉；第二步紅方再進俥企圖用雙車錯將死黑方，卻被黑方一著象５退７化解。
野馬操田經過十餘回合的序戰後，形成紅方俥傌鬥黑方車卒的局面。此時紅方一·四位有沒有兵，就成為了勝負的分水嶺。